# Parti Rhinocéros (1963-1993)
Cet article concerne le parti créé en 1963. Pour le parti actuel, voir Parti Rhinocéros (2006).
 (mars 2018).
Si vous disposez d'ouvrages ou d'articles de référence ou si vous connaissez des sites web de qualité traitant du thème abordé ici, merci de compléter l'article en donnant les références utiles à sa vérifiabilité et en les liant à la section « Notes et références ».
 (mars 2023).

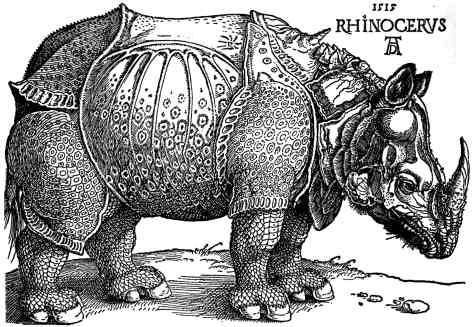
Le Parti Rhinocéros utilisait la célèbre gravure de Dürer (1515) dans son matériel électoral.

Le Parti Rhinocéros du Canada, également connu sous le nom de Parti Rhino, était un parti politique canadien ayant existé de 1963 à 1993, voué à la satire de la politique conventionnelle.
Le credo de base du parti Rhinocéros était de « ne jamais tenir ses promesses électorales », bien qu'en fait, il ait plus souvent promis des arrangements plutôt impossibles conçus pour amuser et offrir un divertissement aux électeurs. En 2005, un parti similaire a été recréé, d'abord sous le nom de neorhino.ca, puis de Parti Rhinocéros.

## Plateforme politique
Bryan Gold a décrit la plateforme du parti Rhino comme étant de deux pieds de haut et faite en bois. « Ma plateforme est celle sur laquelle je me tiens. »
Les membres du Rhino ont également promis de briser chaque promesse (une planche de plateforme qui, selon eux, a été copiée et mise à exécution par les partis traditionnels) et d'exiger immédiatement, s'ils étaient élus, un recompte des votes.
Les promesses contenues dans la plateforme du parti de Rhinocéros incluaient :
- Abolir la loi de la gravité.
- Réduire la vitesse de la lumière parce qu'elle va beaucoup trop vite.
- Paver la province du Manitoba pour créer le plus grand stationnement du monde.
- Fournir une éducation plus élevée aux Canadiens en construisant des écoles plus hautes.
- Instituer l'anglais, le français et l'analphabétisme comme les trois langues officielles du Canada.
- Offrir de recycler les électeurs qui veulent devenir illettrés en les inscrivant dans un établissement éducatif d'État.
- Démolir les montagnes Rocheuses de sorte que les électeurs de l'Alberta puissent voir le coucher du soleil du Pacifique, ou les déplacer d'un mètre vers l’ouest comme projet de création d’emploi.
- Raser les montagnes Rocheuses et les transporter dans les Grands Lacs, pour aplanir les disparités régionales et obtenir un Canada uni.
- Légaliser le « pot ». Et les casseroles. Et les spatules. Et d'autres ustensiles de cuisine.
- Construire des routes et pistes cyclables en pente à travers le pays, de sorte que les Canadiens puissent librement « rouler d'un océan à l'autre » (NDT : « coast from coast to coast »).
- Mettre fin à la crise de l'énergie, en réduisant les coûts du transport en déplaçant les villes de Montréal de 50 km vers l’ouest et Toronto de 50 km vers l’est.
- Supprimer le pompage du pétrole de la terre parce que ce pétrole est là pour permettre à la Terre de se déplacer sur son axe et que si vous retirez le pétrole, la chose entière s'arrêtera.
- Abolir l'environnement parce qu'il est trop difficile de le garder propre et qu'il prend trop d'espace.
- Annexer les États-Unis, qui prendraient place comme troisième territoire (après le Yukon et les territoires du Nord-Ouest, le Nunavut n'existant pas encore)  du Canada, afin d'élever la température moyenne du Canada d'un degré Celsius.
- Remplacer les forces armées canadiennes par des clones de Vladislav Tretiak.
- Faire de la gomme balloune la nouvelle monnaie nationale, pour qu'on puisse en faire l’inflation ou déflation à volonté.
- Créer un moustique qui naît seulement en janvier de sorte que « le maudit criss de tabarnak meure gelé ».
- Rendre le vert fluo la couleur nationale du Canada.
- Fermer la rue Sainte-Catherine de Montréal pour en faire la plus longue allée de quilles au monde.
- Adopter le système britannique de la conduite du côté gauche ; ceci devant être mis en place graduellement, en cinq ans, en commençant avec les gros camions lourds d'abord, puis les autobus, et les petites voitures et bicyclettes en tout dernier.
- Pour économiser l'énergie, mettre de grandes roues à l’arrière de toute voiture de sorte qu’elles roulent toujours en descendant une pente.
- Vendre le Sénat canadien au marché d’enchères d’antiquités en Californie.
- Mettre la dette nationale sur une carte Visa et la déclarer volée par la suite.
- Déclarer la guerre à la Belgique car Tintin a tué un rhinocéros dans Tintin au Congo (page 58).
- Offrir de mettre fin à la guerre Belgique-Canada si la Belgique livre une boîte de moules et une caisse de bière belge au « quartier arrière » Rhinocéros de Montréal. (Ce qu'a fait l'ambassade de Belgique à Ottawa.)
- Indiquer des limites côtières maritimes du Canada en peinture de sorte que les poissons canadiens sachent où ils sont à tout moment.
- Compter les Mille-Îles pour s'assurer que les Américains n'en ont volé aucune.
- Poser la candidature d’un monsieur Ted « pas si » Malin (Ted "not so" Sharp) dans la circonscription de Flora MacDonald sous le slogan « faune, au lieu de flore », promettant de donner à la faune la représentation égale. La plateforme de Ted sur la question controversée de l'avortement était carrément « si je suis élu, je promets de ne jamais me faire un avortement ».
- Poser plus d'une candidature par circonscription, car le salaire d'un membre du parlement doit certainement être plus que suffisant pour soutenir plus d'une personne.
- Exploiter la pluie acide comme source d'énergie électrique en plaçant des électrodes de métaux dissimilaires dans les piscines canadiennes afin de les employer comme piles ou batteries.
- Rendre les Canadiens plus forts en mettant des stéroïdes dans l'eau.
- Interdire l'hiver.
- Déménager le Vatican à Saint-Bruno-de-Montarville pour promouvoir le tourisme.
- Construire un miroir géant sur le Fleuve Saint-Laurent afin que les habitants de la ville de Québec voient à quel point Québec est belle vue de Lévis.
- Transformer le tunnel Louis-Hippolyte-Lafontaine en lave-auto gratuit en perçant des trous au plafond.
- Rouler l'asphalte l'hiver pour ne pas la briser.
- Remplacer l'eau des abreuvoirs par du jus d'orange.
- Envelopper l'Alberta dans du plastique pour étudier l'effet de serre.
- Faire un sous-sol fini au Québec en l'élevant avec des grues au-dessus de l'Ontario.
- Construire un pont de macramé allant de Montréal à Québec pour donner du fil à retordre aux artisans en chômage.
- Construire un pont allant de l'île Jésus à la rive sud du St-Laurent passant par-dessus l'île de Montréal.
- Offrir une goupille à l'île de la Grenade.
- Ouvrir davantage la région du Saguenay aux nouveaux arrivants pour faire en sorte que son arbre généalogique soit plus qu'un tronc.
- Éliminer la faim et l'obésité en donnant les gros à manger aux pauvres.
- Asphalter le fond du lac Saint-Jean pour que les hameçons arrêtent de s'y accrocher.
- Transformer l'aéroport de Mirabel en aéroport souterrain pour rendre les terres aux cultivateurs expropriés.
- Déverser de la poudre de Kool-Aid en amont des chutes Niagara pour faire des chutes de jus coloré délicieuses.
- Creuser des mines de cretons à ciel ouvert.
- Construire des « jumps » au début des ronds points pour les gens qui veulent continuer tout droit dans le but d'éviter les accidents.
- Créer un désert à l'aide d'un dôme entre Rouyn-Noranda et Val d'Or en Abitibi afin d'y offrir des tours de chameaux.
- Déménager le Stade olympique de Montréal à Boucherville.
- Re-Peinturer le pont Jacques-Cartier en Rose fluo afin qu'il figure dans les 7 merveilles du monde.
- Renverser le Mont Chaudron pour y faire cuire des fèves au lard.
- Unifier Cuba et le Québec pour former un pays appelé Cubec.
- Vider le fleuve saint-Laurent afin d'augmenter nos réserves en sels.
- Couler du béton dans le fleuve St-Laurent afin d'en éliminer la pollution.
- Monter le prix du baloney.
- Rembourser la dette du Québec à chaque semaine des quatre jeudis.
- Modifier le fromage kraft afin d'en faire du caoutchouc comestible.
- Éliminer le mot dictionnaire du dictionnaire afin que lorsque nous consultions le dictionnaire, en réalité, nous feuilletions quelque chose qui n'existe pas.
- Enlever le mot corruption du dictionnaire afin que la communauté italienne s'exile.
- Empêcher les jeunes d'aller à l'école pour ainsi réduire le taux de décrochage scolaire.
- Obliger les fabricants automobiles à vendre des véhicules en caoutchouc et des pneus en métal pour que les accidents soient moins sévères et les crevaisons bannies.
- Donner le droit de grève aux chômeurs.
- Et la promesse qui résume toutes les promesses : Ne respecter aucune promesse, même celle-ci.

## Histoire

### Résumé
Le parti Rhinocéros a été créé en 1963 par Jacques Ferron, médecin et écrivain aux sympathies socialistes et pacifistes, qui s'est autoproclamé « Éminence de la Grande Corne du parti Rhinocéros ». Son but était de se moquer du régime fédéral ainsi que du Canada en général, considéré comme une résurgence du colonialisme britannique. Il se serait inspiré de la pièce de théâtre d'Eugène Ionesco. Paul Ferron, frère de Jacques, et Robert Millet sont aussi comptés parmi les fondateurs du parti.
Le parti se disait le descendant spirituel de Cacareco, un rhinocéros femelle du zoo de São Paulo au Brésil qui avait été "élu" conseiller municipal de São Paulo en 1959. Le parti a choisi le rhinocéros comme symbole, puisque les politiciens ont, par leur nature, la peau « épaisse, se déplacent lentement, ont l’intellect faible, peuvent se déplacer très vite lorsqu'ils sont en danger, ils aiment se vautrer dans la boue et ils ont de grandes cornes velues poussant au milieu de leurs visages et qui obstruent leur vision ». À ses débuts, l'intention était de s'attaquer au système fédéral canadien par la « guérilla intellectuelle » et la dérision.[réf. nécessaire] Par exemple, Ferron proposait de créer une École de la pendaison pour railler le ministre québécois Claude Wagner, partisan de la peine de mort.
À partir de 1978 environ, le fondateur Jacques Ferron prend du recul par rapport à son parti. Celui-ci est pris en charge par une nouvelle génération, plus ludique et clownesque. Selon Martin Jalbert, « L'humour est moins orienté politiquement et les critiques, moins ciblées. » Symboliquement, Jacques Ferron a laissé la direction du parti à Cornélius Premier, un rhinocéros du zoo de Granby (à l'est de Montréal), en 1980. Cette époque est aussi celle où le parti a connu sa plus grande popularité, un de ses candidats, Sonia "Chatouille" Côté, obtenant la deuxième place dans Laurier avec 12,6 % des voix, tout comme Jean "Obélix" Lefebvre, deuxième dans Langelier avec 8,1 % des votes.
Il y a pour la première fois des candidats dans d'autres provinces que le Québec aux élections de 1979.
À la mort de son fondateur Jacques Ferron en 1985 le parti annonce qu'il se saborde, mais présente tout de même des candidats aux élections suivantes, en 1988. Le coup de grâce pour le parti survient en 1993 lorsque Élections Canada change les règles de reconnaissance des partis politiques en exigeant 1 000 $ de dépôt et au moins 50 candidats pour avoir le statut de parti officiel. Devant ainsi disposer de 50 000 $ pour respecter les règles, le parti proteste mais doit abandonner son statut.

### Chronologie
Un soir d'octobre 1963, Jacques Ferron, son frère Paul Ferron, Robert Lynch, Robert Millet dit Bagnolet, Robert Cliche, Rénald Savoie, Pierre Gascon, Otto Bengle, André Goulet et d'autres obscurs, lèvent leurs verres, lancent la charge et fondent « Le parti Rhinocéros du Canada ».
En 1964, le Parti Rhinocéros présente pour la première fois des candidats à des élections :
- André Goulet dans la circonscription de Laurier ;
- Paul Ferron dans la circonscription de Saint-Denis.

En 1965, le Parti Rhinocéros est présent pour une deuxième élection partielle, avec pour candidat Lucien Rivard dans la circonscription de Papineau.
En 1968, le Parti Rhinocéros présente le plus jeune candidat du pays : le chanteur Robert Charlebois dans la circonscription de Longueuil. Il a alors 23 ans.
En 1972, 12 apôtres sont dans la course pour le Rhinocéros[pas clair] :
- Monique L'Hostie dans la circonscription d’Ahuntsic
- Michel E Trudeau dans la circonscription d’Argenteuil
- Lucien Rivard dans la circonscription de Chambly
- Jacques Ferron dans la circonscription de Hochelaga
- Raoul Wéziwézo Duguay dans la circonscription de Longueuil
- Gaston le poète Mirron dans la circonscription de Mount-Royal
- Réginald Rhino Martel dans la circonscription d’Outremont
- Maurice Gilbeau dans la circonscription de Saint-Jean
- Louisette La Souris Verte Dusseault dans la circonscription de Sainte-Marie
- Pierre Drolet dans la circonscription de Saint-Maurice
- Jean Simoneau dans la circonscription de Sherbrooke
- Claude Banville dans la circonscription de Témiscamingue

En 1974, il y a 12 candidats en 1972 et 14 en 1974 :
- Yves Limoges dans la circonscription d’Abitibi
- Claude Grenier dans la circonscription de Beauce
- Guy Rhino Fortier dans la circonscription de Beauharnois
- Victor Lévy-Beaulieu dans la circonscription de Bourassa
- Raymond Gaboriault dans la circonscription de Chambly
- Micheline Roberge dans la circonscription de Langelier
- Fernand Boucher dans la circonscription de Laurier
- Jacques Ferron dans la circonscription de Longueuil
- Ghyslain Valade dans la circonscription de Longueuil Ouest
- Robert Corneau dans la circonscription de Rimouski
- Louise Grégoire dans la circonscription de Saint-Henri
- Gaston Caron dans la circonscription de Saint-Hyacinthe
- Pierre Rousseau dans la circonscription de Saint-Maurice
- Gaétan Boyer dans la circonscription de Sherbrooke

En 1974, le romancier Victor Lévy-Beaulieu (candidat dans Bourassa) et les éditions de l'Aurore publient l'opuscule Le Rhinocéros Programmé.
En 1979, le Parti Rhinocéros est reconnu parti officiel par Élections Canada. La même année, il présente 62 candidats, dont 4 hors Québec.
Présent au Québec, en Ontario et en Colombie-Britannique, les résultats sont surprenants : 61 000 votes pour le Rhino en 1979, c'est 10 fois plus qu'à l'élection de 1974.
- Jacques Ferron se présente contre Pierre Elliott Trudeau.
- Sonia Chatouille Côté arrive deuxième dans la circonscription de Laurier.
- Serge Beauchemin dans la circonscription d’Outremont obtient 2564 votes.
- Simonne Monet-Chartrand dans la circonscription de Longueuil obtient 2556 votes.
- Victor Lévy-Beaulieu dans la circonscription de Bourassa obtient 1492 votes.
- Michel Rivard de Beau Dommage dans la circonscription Argenteuil obtient 699 votes.

Le CRTC accorde 4 minutes de temps d'antenne au Rhino dans le cadre des périodes mises à la disposition des partis politiques. D'une mare à l'autre.
Quelques noms de candidats vedettes de 1979 : Guy Laliberté, Guy Caron, Rodrigue Chocolat Tremblay, François Yo Gourd, Jacques Ferron, Sonia Chatouille Côté, Simone Monet-Chartrand, Victor Lévy-Beaulieu, Michel Rivard, Jacques Hurtubise (quelques mois avant le 1er numéro de son magazine, Croc), François Straight Favreau, les journalistes Michel Bélair et Michel Dumais.
En 1980, « Cornélius premier », véritable rhinocéros blanc, est nommé chef du parti. Né au Jardin zoologique de Granby, il est le premier rhinocéros à naître en captivité au Canada. Au cours d'une célébration organisée par les membres du parti, il est nommé chef à vie du parti Rhinocéros du Canada.
Michel Rivard affronte Pierre Elliott Trudeau dans la circonscription de Mount-Royal.
En 1984, le Parti Rhinocéros présente 87 candidats dans tout le Canada : Nouvelle-Écosse, Québec, Ontario, Manitoba, Saskatchewan, Alberta, Colombie-Britannique et Yukon.
Le Rhino perce dans le monde syndical, des syndicats donnent leur appui au parti Rhinocéros : le Syndicat de l'imprimerie et des communications local 145 FTQ, syndicat du TNM, syndicat du cimetière Côte-des-Neiges CSN.
Le chanteur Renaud donne son appui au parti Rhinocéros. Le Rhino rencontre Coluche en France. Boy George démontre un intérêt pour le Rhino.
Quelques noms de candidats vedettes de 1984 : Richard Z. Sirois, François Yo Gourd, Dominique Langevin, Ben 97, Claude Hamel, Serge Lemoyne, Serge Lafortune, Jean-Claude Gouin, Jean Frenette, Brien Flynn, Hank Fisher, Nora Green, Christian Jolicoeur.
En 1985, Jacques Ferron, le vice-président et fondateur du parti, meurt.
En 1988, Bill Lee, ancien joueur de baseball des Expos de Montréal, est le premier candidat Rhinocéros aux États-Unis, en fondant « The Rhino's of America ». Il se présente à l'élection présidentielle. Son slogan est « Bill Lee as president! »
Renaud est nommé ambassadeur Rhino en France.
Le Parti Rhinocéros compte des centaines de bénévoles partout dans le pays. Une centaine d'événements spéciaux ont lieu : défilés, cabale, conférences de presse, spectacles, fêtes, soirées-bénéfices, assemblées publiques, participation à plusieurs émissions de télévision, minutes Rhino en français et en anglais à la télévision pan canadienne.
Quelques noms de candidats vedettes de 1988 : Marie Chouchou Chouinard, Sylvie Legs Legault, François Yo Gourd, Sonia Chatouille Côté, Charlie Le Concièrge McKenzie, Uncle Bill Harrison, John Turner, Milenko P Miljévic, Christian Nettoyeur Jolicoeur, Ben 97, Irène Maman Mayer.
Le parti a plus de 200 000 votes à travers le Canada. Il est le cinquième dans les intentions de vote, il est fidèle à ses engagements de départ, c'est-à-dire ne rien faire une fois au pouvoir et surtout de ne jamais tenir ses promesses électorales.
En 2006, quelques anciens membres du parti Rhinocéros ont créé un nouveau parti politique, neorhino.ca (parti officiel en 2007), aussi appelé le Parti Néorhino, et qui se veut le successeur du défunt parti Rhinocéros.

## Candidats notables
Au cours de l'existence du parti, un certain nombre de personnalités, en particulier artistes ou écrivains, se sont portés candidats rhinocéros, même si leur candidature n'était pas considérée « sérieuse » et qu'ils n'avaient pas réellement de chance  d'être élus. Par exemple :
- Robert Charlebois (1968)[8],
- Gaston Miron, Louisette Dussault, Réginald Martel et Raoul Duguay (1972)[9],
- Victor-Lévy Beaulieu (1974 et 1979)[10],
- Michel Rivard (1979 et 1980)[11],
- Simonne Monet-Chartrand (1979)[11],
- Guy Laliberté (1980)[6],
- Serge Lemoyne (1984)[12],
- Marie Chouinard et Sylvie Legault (1988)[13].

Jacques Ferron a lui-même été candidat en 1972, 1974, 1979 et 1980.

## Résultats électoraux
Le parti Rhinocéros n'a jamais réussi à faire élire des parlementaires, mais en 1984, le parti était le quatrième parti politique du Canada en nombre total des voix reçues[réf. nécessaire].
Avant 1979, le parti n'était pas reconnu officiellement par les autorités électorales et ses candidats étaient identifiés comme indépendants ou « sans affiliation », ce qui rend difficile l'obtention de données sûres.
Malgré la dérision qui caractérise ses actions, on doit noter la popularité du parti. Par exemple, aux élections de 1979 et de 1980, il remporte plus de voix que les quatre autres partis marginaux de l'époque.
| Élection                         | Chef du parti | Nombre de candidats | Sièges | Nombre de voix | % des voix |
| -------------------------------- | ------------- | ------------------- | ------ | -------------- | ---------- |
| 1964 (élections partielles)      |               | 2,                  | 0      | 399            |            |
| 1965                             |               | 2                   | 0      | 618            |            |
| 1968                             |               | 1                   | 0      | 354            |            |
| 1972                             |               | 12,                 | 0      | 10 337         |            |
| 1974                             |               | 14                  | 0      |                |            |
| 1979                             |               | 60                  | 0      | 60 133         |            |
| 1980                             |               | 121                 | 0      | 110 597        | 1,01 %     |
| 1981-1982 (élections partielles) |               | 4                   | 0      | 2 890          |            |
| 1984                             |               | 89                  | 0      | 99 178         | 0,79 %     |
| 1987 (élections partielles)      |               | 2                   | 0      | 843            |            |
| 1988                             |               | 74                  | 0      | 52 173         |            |
| 1990 (élection partielle)        |               | 1                   | 0      | 246            |            |

## Archives
Il y a un fonds d'archives Parti Rhinocéros à Bibliothèque et Archives Canada. 